# Гран-при Кальмара
Гран-при Кальмара (швед. Grand Prix Kalmar) — шоссейная однодневная велогонка, с 2017 года проводящаяся по дорогам шведского лена Кальмар. Входит в календарь Европейского тура UCI под категорией 1.2. 
Спонсором гонки выступает местная строительная компания Hansa Bygg (официальное название гонки — Hansa Bygg Grand Prix Kalmar).

## Призёры
| Год  | Победитель    | Второй                       | Третий              |
| ---- | ------------- | ---------------------------- | ------------------- |
| 2017 | Расмус Валлин | Йонас Альстранд              | Йонас Аен Йёргенсен |
| 2018 | Густав Хёг    | Sindre Bjerkestrand Haugsvær | Фредерик Йенсен     |
| 2019 | Норман Вахтра | Раит Арм                     | Ramon Van Bokhoven  |